# Temelucha marocator
Temelucha marocator är en stekelart som beskrevs av Aubert 1977. Temelucha marocator ingår i släktet Temelucha och familjen brokparasitsteklar. Inga underarter finns listade i Catalogue of Life.